# Principio de Fisher
El principio de Fisher (Fisher's principle en inglés) es un  modelo evolutivo que explica el porqué de la razón de sexo de la mayoría de las especies, las cuales producen descendencia a través de la reproducción sexual, es aproximadamente 1:1 entre machos y hembras. Fue definido por Ronald Fisher en su libro The Genetical Theory of Natural Selection (La teoría genética de la selección natural), publicado en 1930, pero atribuido erróneamente a Fisher como original. A. W. F. Edwards ha dicho que «probablemente es el argumento más celebrado de la biología evolutiva». Específicamente, Fisher puso sus argumentos en términos de inversión parental, y que la inversión de los dos padres debe ser idéntica. Las razones de sexo que son 1:1 se conocen como «Fisherianas», y los que no son de 1:1 se conocen como «no-Fisherianas» o «extraordinarias» y ocurren cuando violan los supuestos hechos en el modelo de Fisher. Muchas especies se desvían de la proporción 1:1 temporaria o permanentemente. Por ejemplo, especies partenogenéticas, que se aparean periódicamente como los pulgones, insectos sociales como las avispas del género Polistes, abejas, hormigas y termitas.

## Explicación básica
W.D. Hamilton dio la siguiente explicación en su artículo de 1967 «Extraordinary sex ratios» (Ratios de sexo extraordinarios), asumiendo que los costos energéticos para producir machos y hembras son los mismos:
1. Suponiendo que los nacimientos de machos son menos comunes que los de las hembras.
2. Un macho recién nacido tiene mejores perspectivas de apareamiento que una hembra recién nacida, y por eso es probable que vaya a tener más descendientes.
3. Así padres genéticamente dispuestos a producir machos tienen tendencia a tener mayor cantidad de nietos que la media.
4. De esta forma, los genes que tienden a producir machos se dispersan, y ocurrirá mayor cantidad de nacimientos de machos.
5. Mientras se acerca a la razón 1:1 las ventajas asociadas con producir machos desaparecen.
6. Se sigue el mismo razonamiento si se sustituyen hembras por machos en todo el argumento. Por lo tanto, la razón de equilibrio es 1:1.

La razón 1:1 es conocida como un tipo de una estrategia evolutivamente estable.  En una población de individuos que siguen esta estrategia evolutivamente estable (esto es, produciendo números iguales de machos y hembras) cualquiera otra estrategia (por ejemplo, 51 % hijos y 49 % hijas) produce una disminución en la aptitud, y así la estrategia sería desfavorable debida a la selección natural.

## Inversión parental
En el Capítulo 6 de «Reproducción Sexual y Selección Sexual» («Sexual Reproduction and Sexual Selection»), Fisher escribió Acerca de esta explicación, Eric Charnov y James J. Bull la denotaron como "típicamente breve" y «críptica»:

En todo tipo de organismos los jóvenes son lanzados en sus carreras dotadas de cierta cantidad de capital biológico derivado de sus progenitores. Este varia enormemente en cantidad en diferentes especies, pero, en todo ha existido, antes de que la descendencia pueda seguir una existencia independiente, cierto gasto de nutrimento en suma, casi universalmente, hacia un gasto de tiempo o actividad, para el cual los progenitores son inducidos por sus instintos en ventaja de sus jóvenes. Consideremos el valor reproductivo de esa descendencia en el momento cuando ocurre el gasto parental en beneficio de ella cuando ya ha cesado. Si consideramos la suma de una generación entera de tal descendencia está clara que el valor reproductivo total de los machos en este grupo es exactamente igual al del valor total de todas las hembras, debido a que cada sexo proveerá la mitad de los ancestros de todas las generaciones futuras de la especie. De esto, sigue que la proporción de sexos se ajustará a sí misma, bajo la influencia de la Selección natural, y que el gasto total parental respecto de cada hijo de cada sexo debería ser lo mismo; si esto no fuera así y el gasto total incurrido en producir machos, por ejemplo, fuera menor que el gasto total incurrido en producir hembras, entonces ya que el valor reproductivo de los machos es igual al valor de las hembras, se seguiría entonces que en estos padres, las tendencias innatas causaron en ellos que produzcan machos en exceso, debería, por el mismo gasto, producir una mayor cantidad de valor reproductivo; y en consecuencia serían los progenitores de una mayor fracción de generaciones futuras que aquellos que tendrían una tendencia hacia la producción de hembras. La Selección haría entonces aumentar la proporción de sexos hasta que el gasto en producir machos sea igual al de producir hembras.